# Roman Koncedałow
Roman Igorewicz Koncedałow (ros. Роман Игоревич Концедалов, ur. 11 maja 1986 w Biełgorodzie) – rosyjski piłkarz grający na pozycji ofensywnego pomocnika.

## Kariera klubowa
Koncedałow piłkarską karierę rozpoczął w małym moskiewskim klubie o nazwie Titan. W 2003 roku trafił do Lokomotiwu Moskwa, ale przez 2 lata nie przebił się do pierwszego składu i występował w rezerwach klubu w jednej z niższych lig. W 2005 roku zainteresował się nim Spartak Nalczyk i ostatecznie wypożyczył zawodnika na dwa sezony. Koncedałow występował w pierwszym składzie i na koniec 2005 roku cieszył się z awansu z Pierwszej Dywizji do Premier Ligi. W ekstraklasie Rosji zadebiutował 18 marca 2006 w przegranym 0:1 meczu z CSKA Moskwa. Nadal grał w wyjściowej jedenastce, a w lipcowym spotkaniu z FK Rostów (3:1) zdobył pierwszego gola w lidze. Ze Spartakiem wywalczył 9. miejsce w lidze.
Na początku 2007 roku Koncedałow powrócił do Lokomotiwu z wypożyczenia. W barwach stołecznego klubu swój pierwszy mecz rozegrał 14 kwietnia, wchodząc na boisko w 90. minucie meczu z FK Chimki (1:0). W 2008 roku grał w Tomi Tomsk i wystąpił w 17 spotkaniach. W 2009 ponownie został wypożyczony do Spartaka Nalczyk. Po zakończeniu sezonu, w którym rozegrał 22 mecze, został wykupiony przez Spartaka. W 2012 roku został wypożyczony do Mordowiji Sarańsk, a w 2013 roku został piłkarzem Wołgi Niżny Nowogród. Następnie grał w takich klubach jak: Anży Machaczkała i Eniergomasz Biełgorod, a w 2016 trafił do Kubania Krasnodar. Następnie ponownie grał w Eniergomaszu, a następnie w Rotorze Wołgograd, w którym w 2018 zakończył karierę.
| Sezon   | Klub                  | Kraj  | Rozgrywki        | Mecze | Bramki |
| ------- | --------------------- | ----- | ---------------- | ----- | ------ |
| 2003    | Lokomotiw Moskwa      | Rosja | Priemjer-Liga    | 0     | 0      |
| 2004    | Lokomotiw Moskwa      | Rosja | Priemjer-Liga    | 0     | 0      |
| 2005    | Spartak Nalczyk       | Rosja | Pierwyj diwizion | 20    | 3      |
| 2006    | Spartak Nalczyk       | Rosja | Priemjer-Liga    | 27    | 5      |
| 2007    | Lokomotiw Moskwa      | Rosja | Priemjer-Liga    | 12    | 0      |
| 2008    | Tom Tomsk             | Rosja | Priemjer-Liga    | 17    | 0      |
| 2009    | Spartak Nalczyk       | Rosja | Priemjer-Liga    | 22    | 0      |
| 2010    | Spartak Nalczyk       | Rosja | Priemjer-Liga    | 24    | 4      |
| 2011/12 | Spartak Nalczyk       | Rosja | Priemjer-Liga    | 40    | 7      |
| 2012/13 | Mordowija Sarańsk     | Rosja | Priemjer-Liga    | 8     | 0      |
| 2013/14 | Wołga Niżny Nowogród  | Rosja | Priemjer-Liga    | 23    | 0      |
| 2014/15 | Wołga Niżny Nowogród  | Rosja | Pierwyj diwizion | 6     | 1      |
| 2014/15 | Anży Machaczkała      | Rosja | Pierwyj diwizion | 12    | 0      |
| 2015/16 | Eniergomasz Biełgorod | Rosja | Wtoroj diwizion  | 9     | 3      |
| 2015/16 | Kubań Krasnodar       | Rosja | Priemjer-Liga    | 7     | 0      |
| 2016/17 | Kubań Krasnodar       | Rosja | Pierwyj diwizion | 2     | 0      |
| 2016/17 | Eniergomasz Biełgorod | Rosja | Wtoroj diwizion  | 7     | 5      |
| 2017/18 | Rotor Wołgograd       | Rosja | Pierwyj diwizion | 18    | 0      |

## Kariera reprezentacyjna
Koncedałow rozegrał dziewięć meczów w młodzieżowej reprezentacji Rosji U-21.